# Arenfeldt
 For alternative betydninger, se Arenfeld.
Arenfeldt er en nulevende dansk adelsslægt, der er uden forbindelse med den i Braunschweig forekommende slægt af dette navn, hvis våben også afviger fra den danske slægts.
Slægtens første mand er rigskansler Niels Henriksen Arenfeldt, der havde fem børn, blandt hvilke Axel Nielsen Arenfeldt til Palsgård (levede 1568), der opvartede Christian II i Sønderborg. Hans eneste søn, Hans Axelsen Arenfeldt til Palsgård og Rugård m.fl. (død 1611), havde tolv børn, blandt hvilke Axel Arenfeldt til Lysholt og Basnæs (1590-1647) og Mogens Arenfeld til Rugård (1604-1671). Blandt Axel Arenfeldts syv børn var Jørgen Arenfeldt til Rugård (1644-1717), hvis sønnesøn major Balthazar Levin Arenfeldt  (1707-1767) var stamfader til den yngre norske linje og dermed til de nulevende slægtsmedlemmer. Hans søn var general Christian Ditlev Adolph Arenfeldt (1758-1833).
En ældre søn af Axel Arenfeldt  var Jacob Arenfeldt til Jensgård (1640-1696), hvis søn, premierløjtnant i Søetaten Laurids Below Arenfeldt (1693-1727) var fader til kontreadmiral Jacob Arenfeldt (1723-1788), den nyere danske linjes stamfader. Han havde i sit ægteskab med (Sophia) Sibille Maria (Magdalene) Nissen ni børn, blandt hvilke admiral Jacob Arenfeldt (1755-1820). Denne linje uddøde med sidstnævntes søn, kammerherre Adam Christian Arenfeldt (1794-1868).